# Фрідлін Семен Давидович
Семе́н Дави́дович Фрі́длін (15 лютого (28 лютого) 1909, Кременчук — 12 грудня 1992, Київ) — український архітектор, заслужений архітектор Молдавської РСР (з 1974).

## Життєпис
1932 року закінчив Дніпропетровський інженерно-будівельний інститут.
Лауреат 6 конкурсів, автор 18 побудованих об'єктів.
Серед проєктованих споруд:
- житлові будинки в Дніпропетровську (1940-ві);
- музично-драматичний театр в Запоріжжі (1952);
- Чернігові (1958, спільно з С. П. Тутученком);
- житлові будинки між вулицями Малою Житомирською та Калініна (1958);
- концертна зала в Чернівцях — 1950-ті,
- Центральний критий ринок у Києві (1959, у співавторстві з Б. Я. Кучером);
- Будинок уряду Молдавської РСР (1960—1964);
- палац культури «Октомбріе» у Кишиневі (1974);
- вісімнадцятиповерховий інженерний корпус Київського інституту електрозварювання ім. Є. О. Патона АН УРСР (1975).

Викладав у Дніпропетровському інженерно-будівельному інституті та Дніпропетровському інституті інженерів транспорту.

## Джерело
- Лексика [Архівовано 4 березня 2016 у Wayback Machine.]
- Російська єврейська енциклопедія (рос.)[Архівовано 4 березня 2016 у Wayback Machine.]